# ونیلتون تیشیرا
ونیلتون تورس تیشیرا (انگلیسی: Venilton Torres Teixeira؛ متولد ۶ سپتامبر ۱۹۹۵، لارانجال دو جاری) یک تکواندوکار برزیلی است. او در مسابقات قهرمانی تکواندو جهان ۲۰۱۵ در وزن ۵۴ کیلوگرم موفق به کسب مدال برنز شد و در وزن ۵۸ کیلوگرم جواز حضور در المپیک تابستانی ۲۰۱۶ را بدست آورد.